# Jorge Olguín
Jorge Mario Olguín (* 17. Mai 1952 in Dolores, Provinz Buenos Aires) ist ein ehemaliger argentinischer Fußballspieler und Trainer. Er nahm mit der Nationalmannschaft seines Heimatlandes an den Fußball-Weltmeisterschaften 1978 und 1982 teil und gewann 1978 den Weltmeistertitel.

## Spielerkarriere

### Vereinskarriere
Jorge Olguín begann seine fußballerische Laufbahn im Jahre 1971 bei CA San Lorenzo de Almagro aus Argentiniens Hauptstadt Buenos Aires. Dort gewann er bereits in seiner zweiten Saison bei San Lorenzo seine erste Meisterschaft, man gewann 1972 den Metropolitano-Wettbewerb mit sechs Punkten Vorsprung vor dem Racing Club aus Avellaneda. Im gleichen Jahr gelang auch der Triumph im Nacional-Wettbewerb, wo San Lorenzo sich im Endspiel gegen River Plate durchsetzte. Nachdem man im Jahr darauf keinen Titel gewinnen konnte, gelang dies 1974 mit dem Sieg im Nacional erneut. Diesmal siegte man mit einem Punkt Vorsprung vor Rosario Central. Danach konnte er mit San Lorenzo keinen Titel mehr gewinnen. Im Jahre 1979 verließ Jorge Olguín den Verein und wechselte zu CA Independiente aus Avellaneda. In seinen drei Jahren bei Independiente konnte der Abwehrspieler einen nationalen Titel gewinnen, 1983 gelang der Gewinn des Metropolitano mit einem Punkt Vorsprung vor seinem alten Verein CA San Lorenzo de Almagro. Dadurch war der Verein zur Teilnahme an der Copa Libertadores des folgenden Jahres berechtigt, die man auch gewann. Olguín weilte zum Zeitpunkt des Libertadores-Gewinns allerdings nicht mehr in Avellaneda, er hatte den Verein 1983 verlassen und war zu den Argentinos Juniors gewechselt. Mit dem Verein gewann er in den Jahren 1983 und 1984 noch zweimal die Primera División, 1985 verhalf er den Argentinos Juniors zum erstmaligen Gewinn der Copa Libertadores. Im Finale setzte sich die Mannschaft um Olguín, Sergio Batista und Claudio Borghi im Elfmeterschießen des Entscheidungsspiels gegen América de Cali aus Kolumbien durch, nachdem jede Mannschaft einmal mit 1:0 gewonnen hatte. Olguín verwandelte im Elfmeterschießen seinen Elfmeter. Er spielte bis 1988 bei den Argentinos Juniors, ehe er seine aktive Karriere beendete.

### Nationalmannschaft
In der argentinischen Fußballnationalmannschaft wurde Jorge Olguín zwischen 1976 und 1982 60 mal eingesetzt. Von Argentiniens Nationaltrainer César Luis Menotti wurde er ins Aufgebot der Südamerikaner für die Fußball-Weltmeisterschaft 1978 im eigenen Land berufen. Beim Weltchampionat fungierte Olguín als Stammspieler in der Abwehr und spielte in allen sieben Spielen der Argentinier auf dem Weg zum Titelgewinn, den man im Endspiel im Estadio Monumental von Buenos Aires mit 3:1 nach Verlängerung gegen die Niederlande erreichte. Vier Jahre später in Spanien war Olguín wieder mit von der Partie. Erneut gehörte er zur Stammformation von Menottis Mannschaft. Er absolvierte diesmal fünf von sechs möglichen Spielen, während seine Mannschaft in der Zwischenrunde scheiterte. Nach der Weltmeisterschaft 1982 beendete Jorge Olguín wie viele weitere Weltmeister von 1978 ihre Karriere in der argentinischen Fußballnationalmannschaft. Insgesamt absolvierte er 60 Länderspiele, ein Tor glückte ihm allerdings nicht.

## Trainerlaufbahn
Nach seiner aktiven Karriere arbeitete er als Trainer bei einigen argentinischen, japanischen und costa-ricanischen Vereinen wie CA Colón, Deportivo Español, Avispa Fukuoka und im Jahr 1996 beim costa-ricanischen Verein Deportivo Saprissa. Große Erfolge feierte er jedoch nicht.